# Ethmostigmus coonooranus
Ethmostigmus coonooranus är en mångfotingart som beskrevs av Chamberlin 1920. Ethmostigmus coonooranus ingår i släktet Ethmostigmus och familjen Scolopendridae. Inga underarter finns listade i Catalogue of Life.